# Marokkos Grand Prix
Marokkos Grand Prix var et Formel 1-løb som blev arrangeret på Ain Diab-banen i 1958, første og eneste gang. Løbet blev vundet af britiske Stirling Moss. 

## Vindere af Marokkos Grand Prix
| År          | Kører                | Konstruktør     | Bane            | Rapport         |                 |
| ----------- | -------------------- | --------------- | --------------- | --------------- | --------------- |
| 1958        | Stirling Moss        | Vanwall         | Ain Diab        | Rapport         |                 |
| 1957        | Jean Behra           | Maserati        | Ain-Diab        | Rapport         |                 |
| 1956        | Maurice Trintignant  | Ferrari         | Agadir          | Rapport         |                 |
| 1955        | Mike Sparken         | Ferrari         | Agadir          | Rapport         |                 |
| 1954        | Giuseppe Farina      | Ferrari         | Agadir          | Rapport         |                 |
| 1953 – 1935 | Ikke arrangeret      | Ikke arrangeret | Ikke arrangeret | Ikke arrangeret | Ikke arrangeret |
| 1934        | Louis Chiron         | Alfa Romeo      | Anfa            | Rapport         |                 |
| 1933        | Ikke arrangeret      | Ikke arrangeret | Ikke arrangeret | Ikke arrangeret | Ikke arrangeret |
| 1932        | Marcel Lehoux        | Bugatti         | Anfa            | Rapport         |                 |
| 1931        | Stanisław Czaykowski | Bugatti         | Anfa            | Rapport         |                 |
| 1930        | Charles Bénitah      | Amilcar         | Anfa            | Rapport         |                 |
| 1929        | Ikke arrangeret      | Ikke arrangeret | Ikke arrangeret | Ikke arrangeret | Ikke arrangeret |
| 1928        | E. Meyer             | Bugatti         | Casablanca      | Rapport         |                 |
| 1927        | G. Roll              | Georges Irat    | Casablanca      | Rapport         |                 |
| 1926        | R. Meyerl            | Bugatti         | Casablanca      | Rapport         |                 |
| 1925        | Comte de Vaugelas    | Delage          | Casablanca      | Rapport         |                 |

Løb markeret med rosa baggrund var ikke en del af Formel 1-verdensmesterskabet.